# سمكة ذئب القنوات
سمكة ذئب القنوات أو سمكة الطبل الأحمر (الاسم العلمي: Sciaenops ocellatus)، هي سمكة طريدة توجد في المحيط الأطلسي من ماساتشوستس إلى فلوريدا وفي خليج المكسيك من فلوريدا إلى شمال المكسيك. وهو النوع الوحيد في جنس Sciaenops.
يرتبط سمك ذئب القنوات بسمكة الطبل الأسود (Pogonias cromis)، وغالبًا ما يتم العثور على النوعين بالقرب من بعضهما البعض ؛ يمكنهم التزاوج وتشكيل هجين قوي، والأسماك الصغيرة غالبًا لا يمكن تمييزها في المذاق.

## اقرأ أيضا
- لبروسية آسيوية غنمية الرأس